# Bay-and-gable

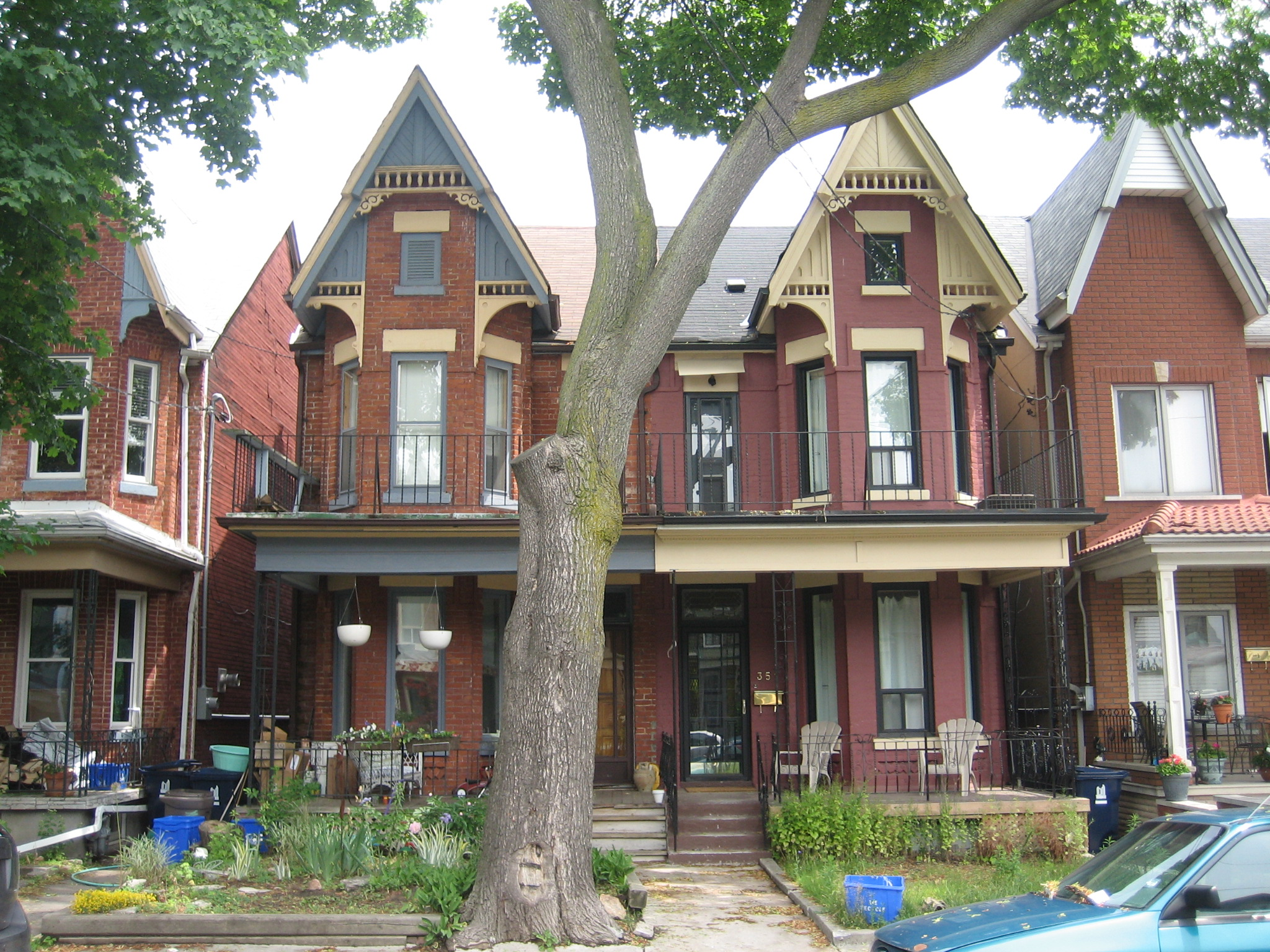
Una bifamiliare in stile bay-and-gable della Little Italy di Toronto

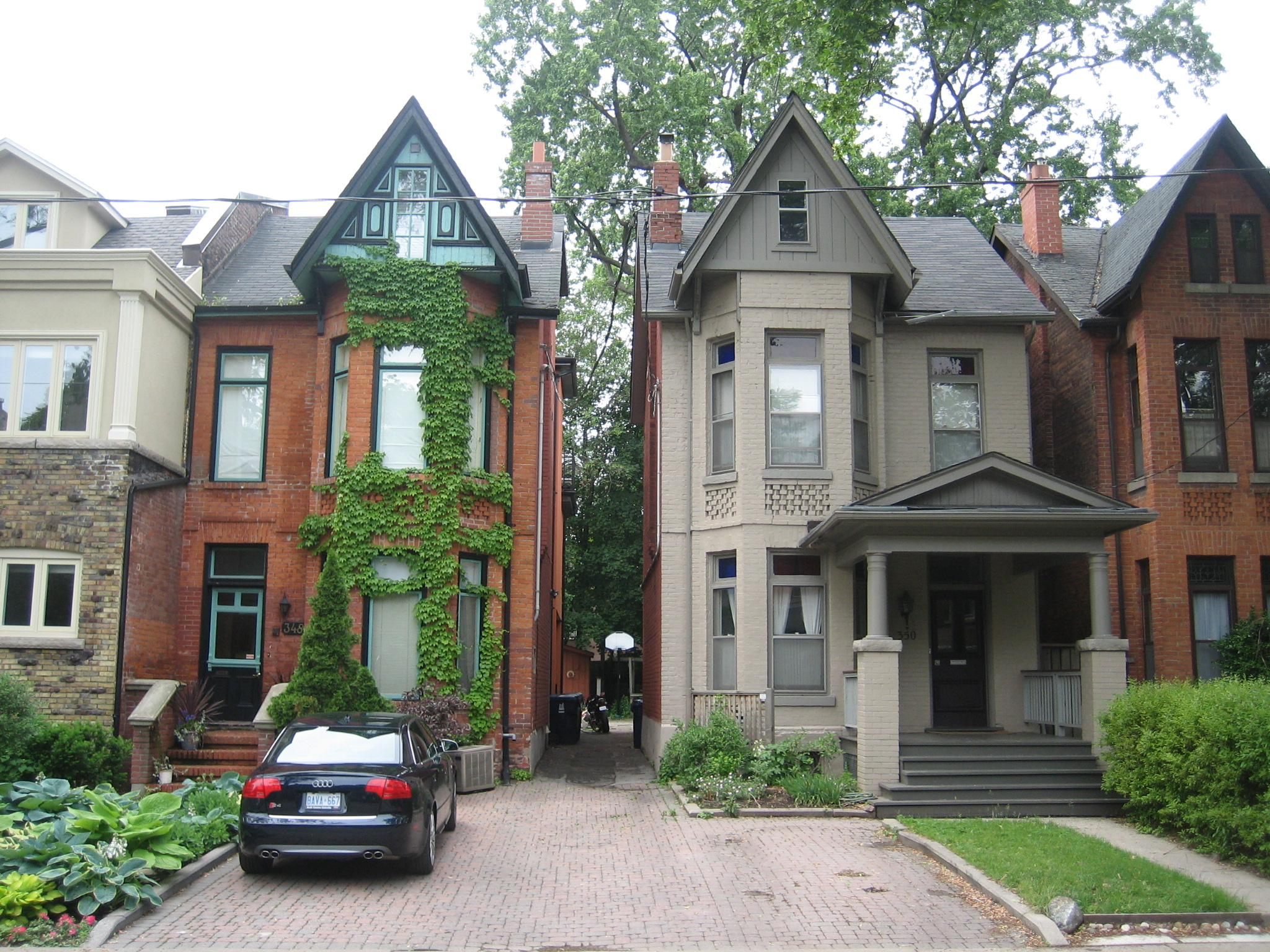
Abitazioni bay-and-gable nel quartiere di The Annex a Toronto.

Lo stile bay-and-gable è uno stile architettonico tipico delle aree meridionali della provincia canadese dell'Ontario ed in particolar modo dei quartieri più antichi della sua capitale, Toronto. La sua caratteristica più evidente è la grande finestra a golfo che solitamente occupa più della metà del fronte dell'edificio sormontata da una ghimberga. La classica casa bay-and-gable si presenta come un edificio bifamiliare in mattoni rossi alto due piani più quello mansardato, sebbene ne esistano diverse varianti. Si tratta dello stile in cui vennero edificate la maggior parte delle abitazioni di Toronto tra la fine del XIX e l'inizio del XX secolo. Le aree più antiche della città come la sua Little Italy e Cabbagetown presentano ancora oggi centinaia di edifici in stile bay-and-gable.
Lo stile si adattava bene alla configurazione urbana a ai gusti degli abitanti di Toronto. La vecchia Toronto era infatti caratterizzata da lotti molto lunghi e stretti, generalmente di soli 6,1 m di larghezza. L'alta e stretta casa bay-and-gable, dunque, rispondeva perfettamente alle problematiche dettate da queste caratteristiche. Alti soffitti e grandi finestre, inoltre, permettevano alla luce di penetrare in profondità negli ambienti dell'edificio. Per quanto riguarda lo stile delle abitazioni bay-and-gable, esso risulta essere, nell’ambito del più ampio contesto dello stile vittoriano, una combinazione di stile neogotico e stile italianeggiante. I ripidi tetti e le nette linee verticali dello stile bay-and-gable imitavano lo stile gotico in una maniera tale che fosse economicamente accessibile alla classe media. Tuttavia, per quanti volessero una maggiore presenza di ornamenti, sia le ghimberghe che le ampie finestre rappresentavano aree che potessero essere più dettagliatamente eleborate.